# La Bouverie (France)
Pour les articles homonymes, voir La Bouverie (homonymie).
La Bouverie est un quartier de la commune de Roquebrune-sur-Argens, située dans le Var et la région Provence-Alpes-Côte d'Azur.
Ses habitants s'appellent les Bouvériens.
La Bouverie se trouve entre Le Muy et Puget-sur-Argens, à 7 km de Roquebrune, entre les massifs de l'Esterel et des Maures. Ce village est desservi par l'A8 via le Muy ou Puget sur Argens, et la Route nationale 7, il est situé à 15 km de la mer. La Bouverie est arrosé par la rivière le Blavet.

## Toponymie

### Étymologie

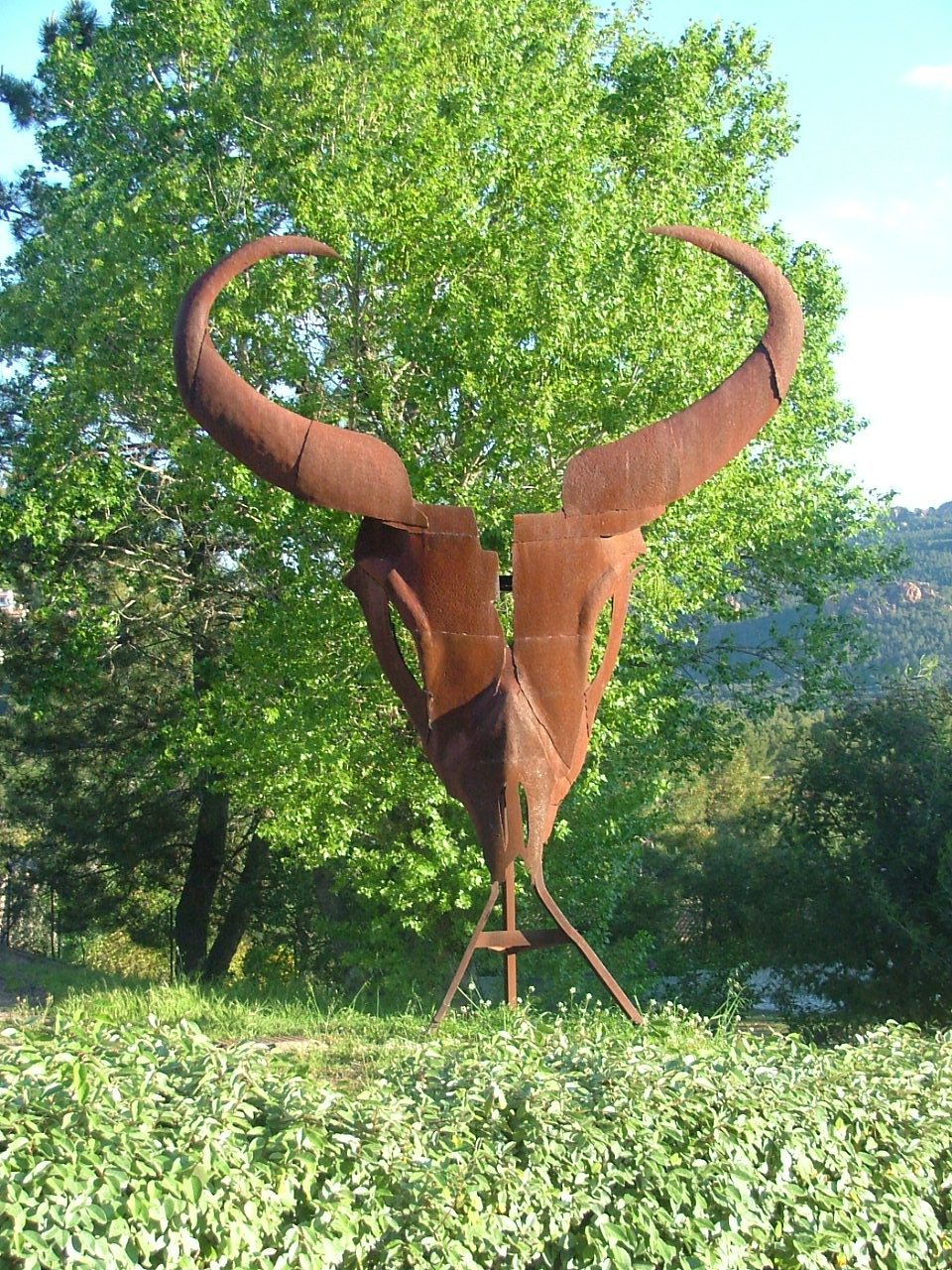
Les Cornes, au centre de la Bouverie

Le mot est latin et roman Bovaria, Bouverie ou Boverie signifie tout simplement l’habitation des bœufs et par extension la métairie.
Le nom « La Bouverie » vient du provençal bouvariè, « la bergerie ». Il faut savoir que lorsque l'endroit fut découvert, il n'y avait qu'une seule et simple bergerie, d'où son nom[réf. nécessaire].
Certains noms des quartiers de la ZAC de la BOUVERIE, ainsi que celui de la colline principale de ce quartier nord, proviennent du provençal :
"Lou Paradou" : le paradis
"Lou Roucas" : le rocher
"Lou Cantadou" : le canton
"Le Caloussu" : la colline
"Le Collet Redon"

## Historique
En 1966, après l'arrêté préfectoral autorisant le lotissement du Domaine de la Bouverie sont créés les trois premiers villages : les Agathes, les Emeraudes, et les Arbousiers, en tout 28 lots. Ils seront suivis en 1967 de ZACs,celles des Pins Parasols et du Cantadou, puis, la société immobilière ayant fait faillite, les travaux s'arrêtent.
La création de cette ZAC d'habitation, dans sa configuration actuelle, date du début des années 1980,la préfecture du Var autorisât l'aménagement de la "ZAC de la Bouverie", et un jeune architecte urbaniste de Fréjus, Michel Salard en a dessiné le plan général et défini les principales caractéristiques architecturales de cette ZAC.
Le site est connu et habité depuis la préhistoire, avec des traces de vies de plus de 30 000 ans, dans les grottes des gorges du Blavet : présence de l'Homo Homo erectus et d'Homo sapiens, dont on peut retracer l'Histoire au Musée de Quinson, à la Maison du Patrimoine de Roquebrune-sur-Argens, ainsi qu'au premier étage de l'Office de Tourisme de Bagnols-en-Forêt.

## Liste des maires
| Période      | Période      | Identité                         | Étiquette | Qualité                                            |
| ------------ | ------------ | -------------------------------- | --------- | -------------------------------------------------- |
| mai 1945     | octobre 1947 | Paul Ollivier                    |           |                                                    |
| octobre 1947 | octobre 1961 | Germain Ollier                   |           |                                                    |
| octobre 1961 | avril 1968   | Julien Cazelles                  |           | Contrôleur des contributions directes à Draguignan |
| avril 1968   | 1971         | Thérèse Cazelles                 |           |                                                    |
| avril 1971   | mai 1974     | Robert Manuel                    |           | Comédien                                           |
| mai 1974     | mars 1977    | Xavier Henriot                   |           |                                                    |
| mars 1977    |              | André Cabasse                    | PS        | Mort en fonctions.                                 |
|              | octobre 1993 | André Cabasse                    |           |                                                    |
| octobre 1993 | juin 1995    | Jean-Pierre Serra                |           | Secrétaire général de banque                       |
| juin 1995    | mars 2001    | Jean-Pierre Serra                | RPR       |                                                    |
| mars 2001    | mars 2014    | Luc Jousse                       | UMP       |                                                    |
| mars 2014    | En cours     | Jean Paul Ollivier(juillet 2016) | UMP       |                                                    |

## Activité économique
L'activité économique est centrée sur 3 pôles :
- Commerces de proximité
- le vignoble
- le tourisme
- une zone d'activité artisanale

## Activité civile
La ZAC de la Bouverie compte dans son centre :
- une mairie annexe, une poste, et un poste de police municipale
- une garderie et deux écoles : une maternelle et une primaire
- un opticien, une banque et divers magasins et restaurants
- une pharmacie, des médecins, des infirmiers, des kinésithérapeutes
- une médiathèque, un stade